# Il piccolo Nicolas e i suoi genitori
Il piccolo Nicolas e i suoi genitori (Le Petit Nicolas) è un film del 2009 diretto da Laurent Tirard.
Il soggetto è basato sul personaggio dei libri per bambini Le petit Nicolas di René Goscinny & Sempé.
Nel 2014 è stato realizzato il seguito Le vacanze del piccolo Nicolas.

## Trama
Nicolas è un bambino francese di 8 anni molto felice, amato dai genitori e pieno di amici, con i quali si diverte molto. Un giorno, scopre che un suo amico durante la notte ha avuto un fratellino, e dopo la nascita di quest'ultimo i suoi genitori non gli badano più come una volta. Sentendo parlare i suoi genitori tra loro, Nicolas afferra una parte della conversazione e, fraintendendo, pensa che la madre sia incinta. Temendo che l'arrivo di un fratellino possa metterlo in ombra e addirittura che i genitori vogliano abbandonarlo nel bosco, Nicolas, insieme ai compagni di classe, escogita una serie di espedienti per poter guadagnare 500 franchi ed ingaggiare un gangster che poi uccida il neonato. Ogni goffo piano fallisce, fino a quando Nicolas vede un compagno di classe a cui è appena nato un fratellino e cambia idea perché il suo amico dice che avere un fratellino è fantastico. A casa però i genitori gli spiegano che in realtà non stanno aspettando nessun bambino, ma proprio questa discussione invoglia i coniugi ad avere un altro figlio. Ma quando a nascere, invece di un maschietto, è una bambina, Nicolas è scontento perché tutti i suoi propositi su insegnargli a giocare a calcio, andare in bicicletta e così via, vanno in fumo. Poi, mentre i parenti vengono a conoscere la sorella, lui, ancora irritato, inizia a prenderla in giro e così si rende conto di quello che vuole fare da grande: il comico.

## Distribuzione
Il film in Francia è uscito il 30 settembre 2009 incassando solo il primo giorno più di 1 milione di euro. In Italia è stato presentato al Festival di Roma nell sezione "Alice nella città" e distribuito nelle sale cinematografiche il 2 aprile 2010.

## Differenze con i libri
- Clotaire era solito mentire, mentre nel film non dice mai bugie.
- Tutti i personaggi piangevano molto, soprattutto Agnan, ma nel film c'è una sola scena di pianto.
- Nei libri la maestra è più anziana e più severa rispetto al film.

## Citazioni e riferimenti
Gérard Jugnot compare nella parte del maestro di canto come in Les choristes - I ragazzi del coro.